# Blackfriars (dzielnica)
Blackfriars – dzielnica Londynu, w ścisłym centrum miasta, w zachodniej części City of London, położona nad północnym brzegiem Tamizy, na wschód od Temple i południowy zachód od katedry św. Pawła.
Nazwa dzielnicy pochodzi od funkcjonującego w tym miejscu w latach 1278–1538  klasztoru dominikanów, których w Wielkiej Brytanii tradycyjnie określano mianem Blackfriars – „czarni zakonnicy”, co odnosiło się do koloru noszonych przez nich szat. Londyński klasztor dominikanów był zamożną i wpływową instytucją, przez co jego zabudowania niejednokrotnie służyły za miejsce spotkań organów władzy państwowej, m.in. Tajnej Rady i parlamentu. 
Po likwidacji zakonu w ramach kasaty klasztorów przeprowadzonej przez Henryka VIII, większą część kompleksu klasztornego wkrótce zburzono, a w zachowanej części w XVI i XVII wieku funkcjonowały kolejno dwa teatry. Pozostałości zabudowy klasztornej zostały zniszczone w wielkim pożarze Londynu w 1666 roku. W XVII wieku, jeszcze przed pożarem, Blackfriars było pożądaną dzielnicą mieszkaniową – mieszkali tutaj m.in. Ben Jonson (ok. 1607), William Shakespeare (po 1612) i Antoon van Dyck (1632–1641).
Od 1769 roku na wysokości Blackfriars znajdował się most przez Tamizę. Obecnie biegną tam obok siebie równolegle most drogowy Blackfriars Bridge (otwarty 1869) oraz kolejowy Blackfriars Railway Bridge (1886), zaś na rzece zachowane są także filary starszego mostu kolejowego z 1864 roku. W dzielnicy mieści się dworzec kolejowy Blackfriars.

## Galeria

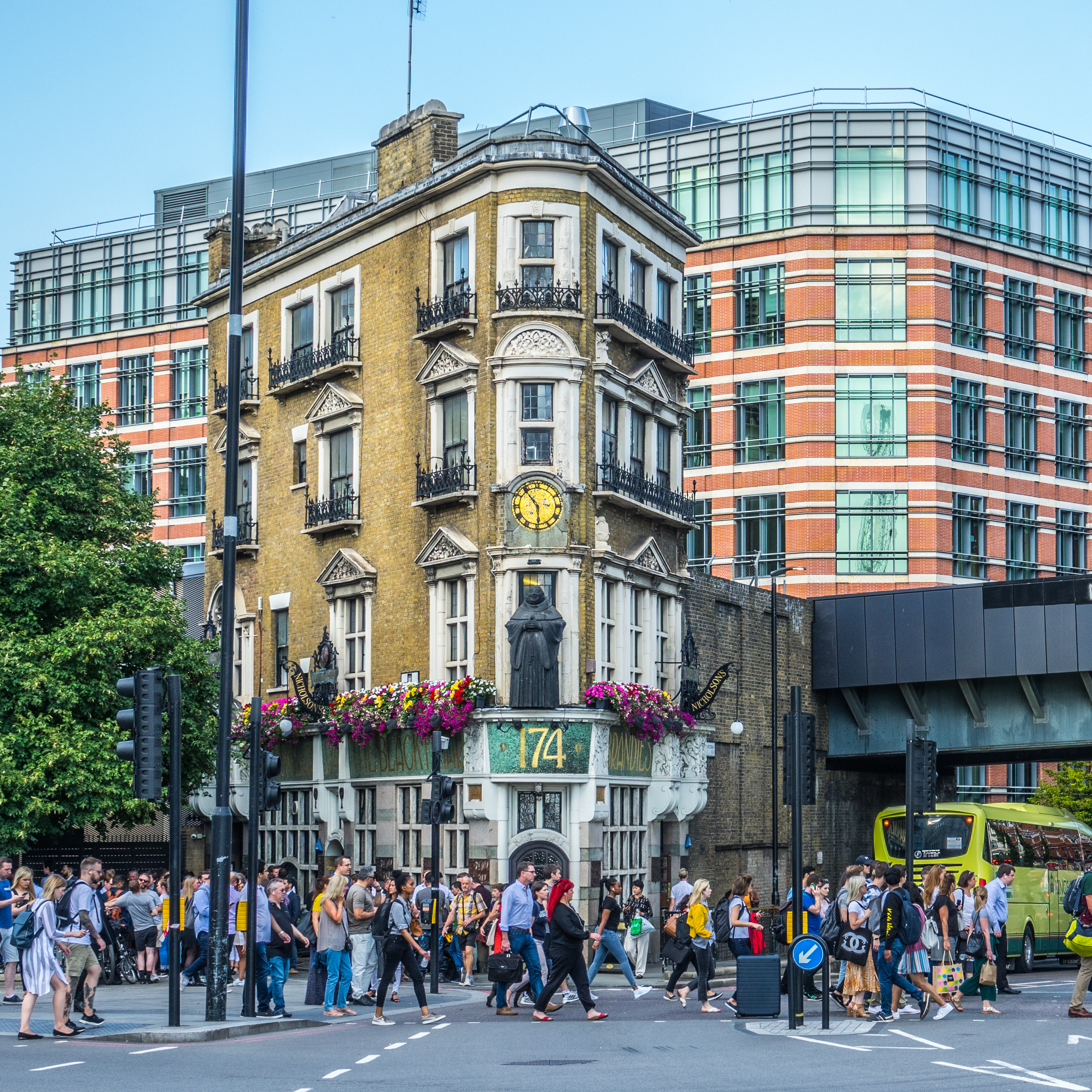
Zabytkowy pub The Blackfriar z XIX wieku
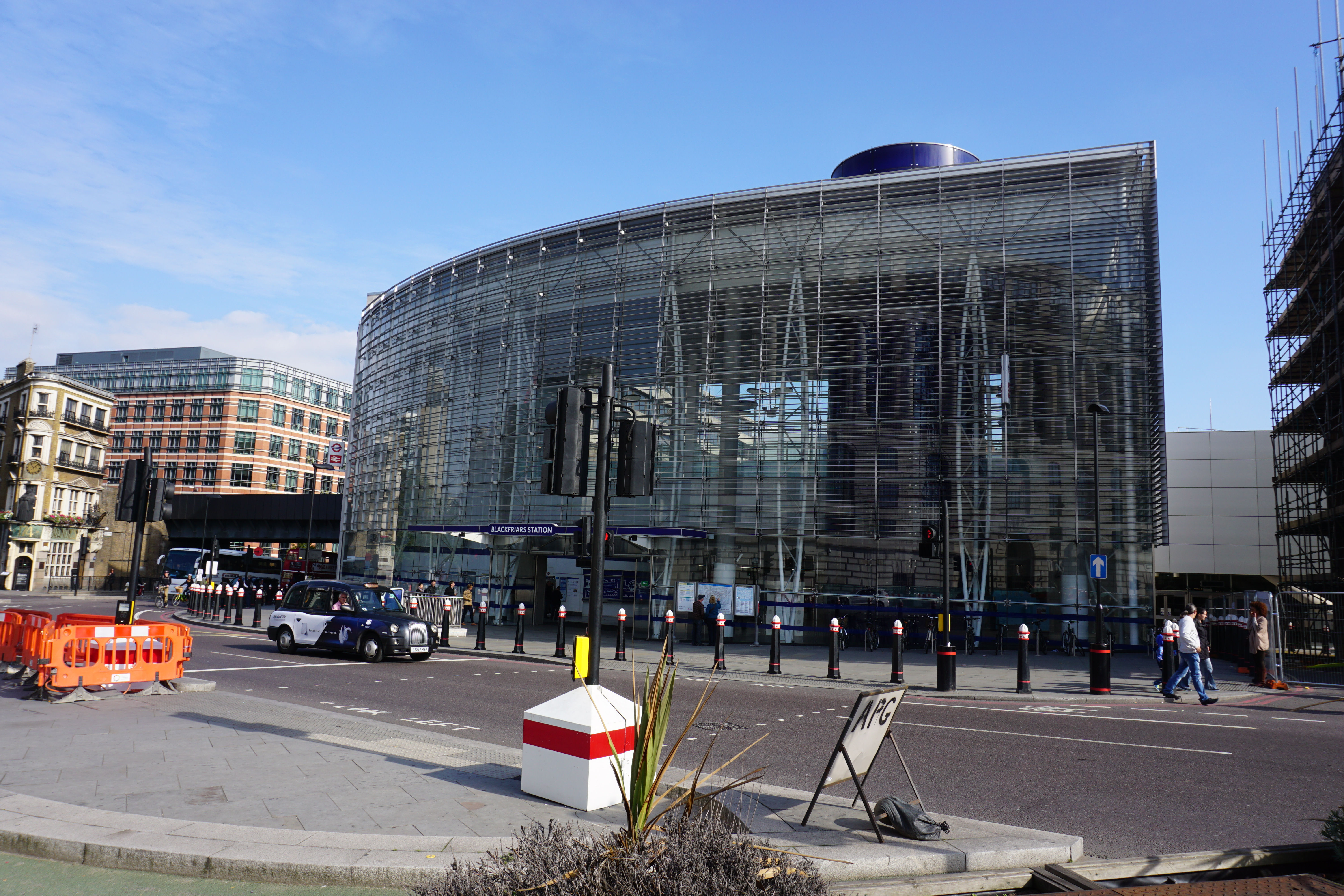
Dworzec kolejowy Blackfriars